# Lunisolarkalender
Lunisolarkalender är en kalender, som är baserad på både solens och månens omlopp, så att felet, som beror på att årstidsåret inte består av ett exakt antal månfasmånader, minimeras. Felet mellan ett tropiskt år och tolv synodiska månader är nästan 11 dygn. Oftast är det ett krav att ett år har ett helt antal månader, vilket ger konsekvensen att de flesta år har tolv månader, medan vart annat eller vart tredje har tretton månader.
En variant som löper över en 8-årsperiod innehåller 3 år med 13 månader och 5 år med 12 månader. Differensen mellan 99 synodiska månader och 8 tropiska år blir 1,590 medelsoldygn, vilket accepterades för den gamla grekiska kalendern, octaeteris, som användes från 530-talet f.Kr.. Ett försök till förbättring var Metons cykel.
Den romerska kalendern och kinesiska kalendern är andra exempel på lunisolarkalendrar.